# 珠穆朗瑪峰
（藏語：ཇོ་མོ་གླང་མ，威利转写：Jo mo glang ma，藏语拼音：Qomolangma），尼泊尔称萨加玛塔峰（羅馬化：Sagarmāthā），西方称埃佛勒斯峰（又譯額菲爾士峰），是喜马拉雅山脉的主峰，是世界第一高峰，海拔8848.86公尺。

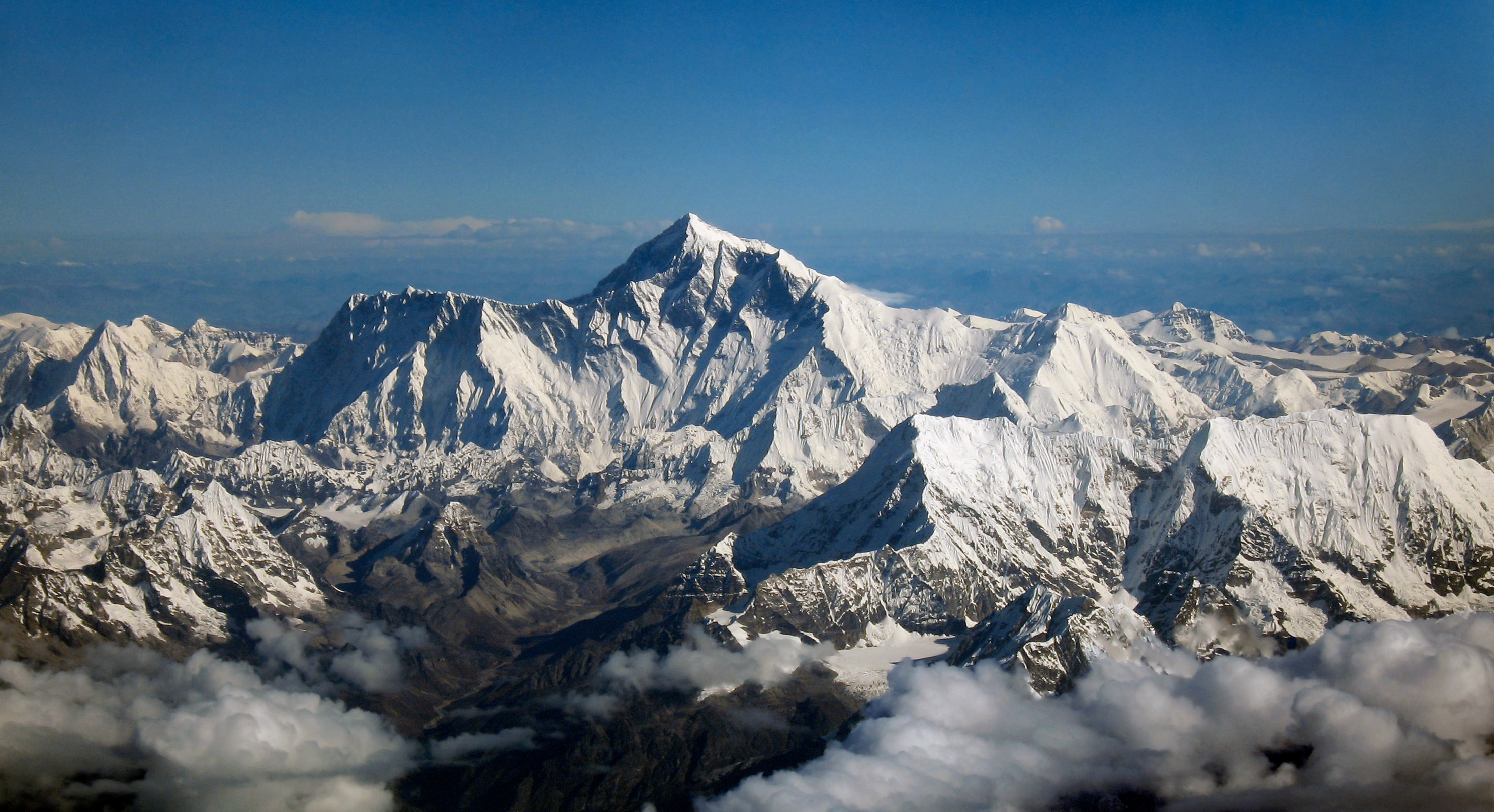
珠穆朗玛峰

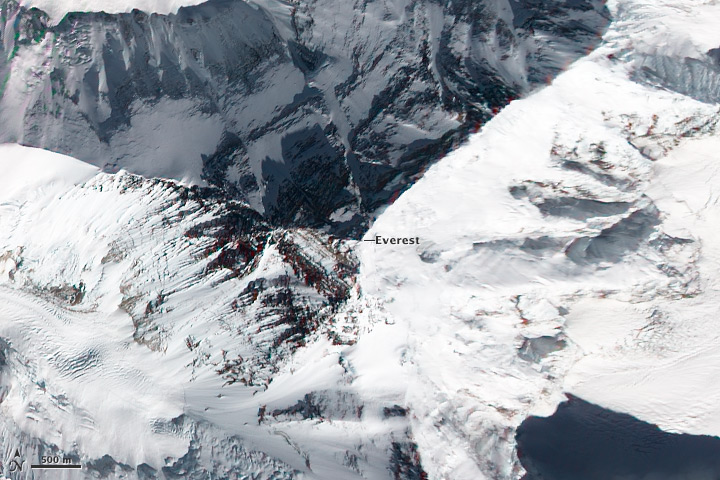
自顶向下视图，显示顶点的位置及其三个主面/侧面

珠穆朗玛峰位于中华人民共和国（西藏自治区）与尼泊尔萨加玛塔专区的交界处的喜马拉雅山脉中段，北纬27°59′15.85″，东经86°55′39.51″，北坡在西藏定日县境内，南坡在尼泊尔索卢坤布县境内。
珠穆朗玛峰全年平均温度为-29°C，被称为「世界第三极」，另外兩極是指地球的北極和南極。近年来，由大约15000个冰川和世界上最高的若干个山峰组成喜马拉雅冰川正受到全球变暖的巨大威胁，冰川面积减少。由于印度板块和歐亞大陸板塊以每年5.08公分的速度互相挤压，致使整个喜马拉雅山脉仍在不断上升中，珠穆朗玛峰每年增高约1.27公分。珠峰地区居民稀少，中尼两国皆在此设立国家公园或自然保护区。1979年，联合国教科文组织将尼泊尔萨加玛塔国家公园列入世界自然遗产名录。1988年，中国设立珠穆朗玛峰国家级自然保护区，包括西藏自治区的定日县、聂拉木县、吉隆县、定结县，面积为3.38万平方公里。
清康熙五十六年（1717年），《皇舆全览图》称“朱母朗马阿林”，是最早的地圖標示。1856年，英屬印度測量局公布經緯度及海拔。1865年，英國皇家地理學會命名為「埃佛勒斯峰」。1952年，中國將「珠穆朗玛峰」定为正式名称。
1961年10月5日，《中华人民共和国和尼泊尔王国边界条约》约定两国边界线走向。其中，“珠穆朗瑪峰（萨加·玛塔）和洛子峰，到马卡鲁山”线北为中国领土，线南为尼泊尔领土。2019年10月13日，《中华人民共和国和尼泊尔联合声明》，“考虑到珠穆朗瑪峰是中尼两国友谊的永恒象征，双方愿推进气候变化、生态环境保护等方面合作。双方将共同宣布珠峰高程并开展科研合作。”
2020年12月8日，中国珠穆朗玛峰测量队登顶珠峰半年多时间后，公布珠峰海拔的测量结果。基于全球高程基准，中国和尼泊尔共同宣布珠穆朗玛峰雪面高程最新高度为8848.86公尺。

## 名称
中文從近古藏语音译称为「珠穆朗瑪峰」，或從藏语意译称为「聖母峰」；西方称「額菲爾士峰」、「埃佛勒斯峰」，还有许多其他的当地名称，包括大吉岭的“圣山”(Deodungha)。而 ཇོ་མོ་གླང་མ 的羅馬化为 Chomolungma 和 Jo-mo-glang-ma。

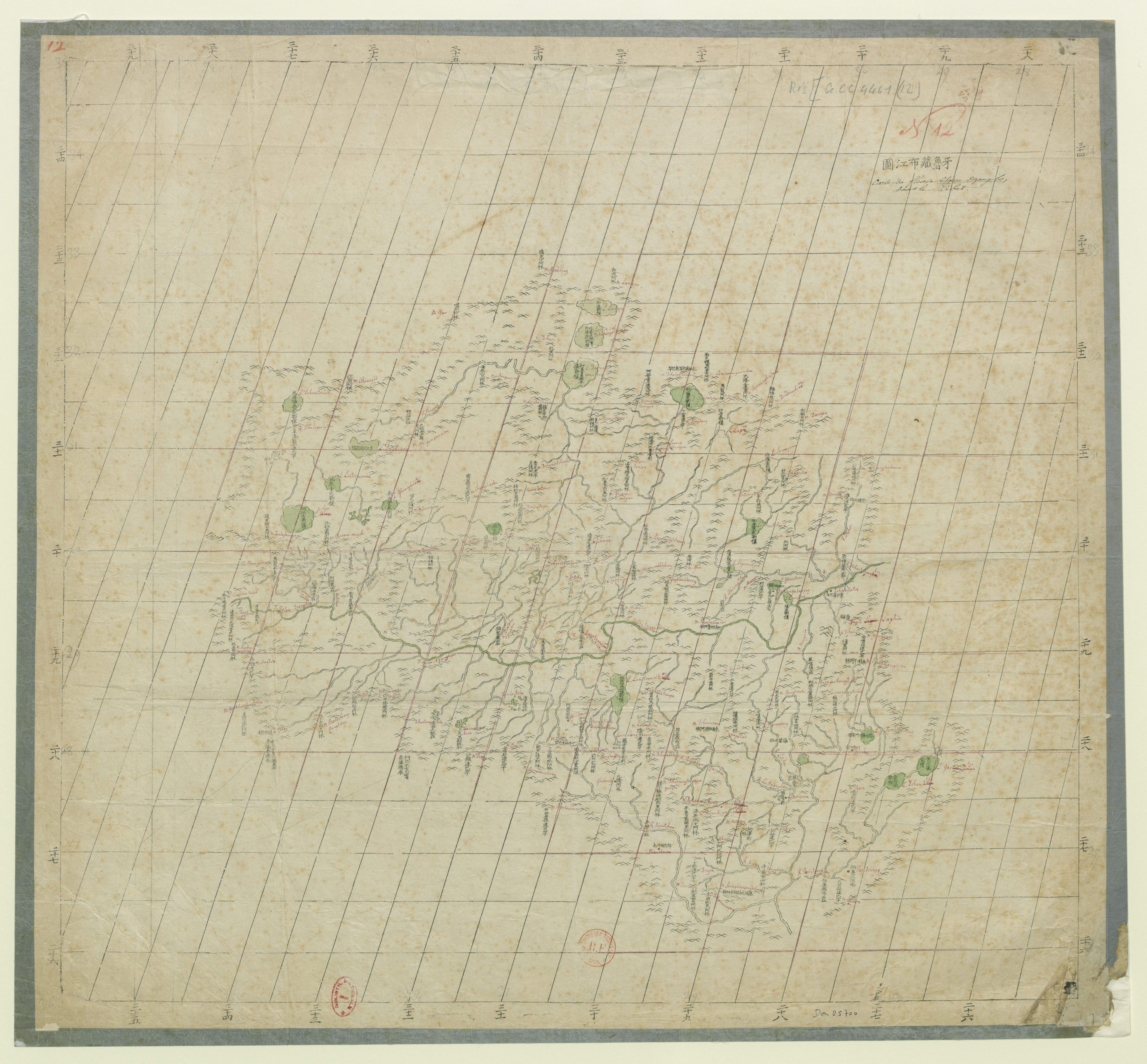
於1721年出版的《皇輿全覽圖》在位於北京以西29°處標示「朱母朗马阿林」

於1733年在巴黎出版的西藏、不丹、喀什和哈密地圖。圖上標示珠峰（Tchoumour Lancma）約位於巴黎以東103-104°、北緯27°

藏语对珠峰的名称，1258年发掘的《莲花遗教》称为“拉齐”。噶举派僧人桑吉坚赞《米拉日巴道歌集》称珠峰所在地为“顶多雪”。清康熙五十九年（1721年）版的清朝全国地图《皇輿全覽圖》称为“朱母朗马阿林”，“ᠠᠯᡳᠨ”（alin，阿林）满语意为大山，藏语中“朱姆朗马”即“珠穆朗瑪”（ཇོ་མོ་གླང་མ）。随后，法国地理学家唐維爾根据之前的地图，于1733年在巴黎出版的地图上以Tchoumour Lancma的名字出现。专名在1751年“乾隆十三排图”（即《乾隆内府舆图》）上改写为“珠穆朗玛”。1924年第三次埃佛勒斯峰遠征隊的紀錄片《埃佛勒斯峰史詩》中介紹了藏人稱其為Chomolungma。
1933年8月由上海申报馆初版中国最早的现代地图集——丁文江、翁文灏、曾世英编纂的《中华民国新地图》及其缩印本《中国分省新图》，在其西藏图幅的中、尼交界处，喜马拉雅山脉中段那座标高8,840公尺的山峰被注名为英文之汉字译写形式——“挨佛拉斯峰”。
1951年，暨南大学地理学教授王鞠侯在《开明少年》发表《大小高低》一文，建议命名为“珠穆朗玛峰”。引起《人民日报》编辑胡仲持的注意。经中国科学院副院长竺可桢建议、北京大学教授林超查阅故宫档案及外文资料考证核实，中央人民政府内务部、出版总署于1952年5月8日发布通报，将“额菲尔士峰”定名为“珠穆朗玛峰”，同时将“外喜马拉雅山”定名为“冈底斯山”。1952年5月27日，《人民日报》刊发《中央人民政府内务部、出版总署通报“额菲尔士峰”应名为“珠穆朗玛峰”，“外喜马拉雅山”应名为“冈底斯山”》。2002年，人民日报刊文，认为英文名“Mount Everest”应改为藏语名“Mount Qomolangma”（「珠穆朗玛峰」）。
「珠穆朗玛」的音意，一说意为“神女第三”，珠穆（ཇོ་མོ）意为女神，朗玛意为第三，因珠峰附近还有四座山峰，珠峰位于第三。一说“大地的女神”，“玛”是陰性詞類名詞化，“朗玛”（lang ma，གླང་མ）的意義有不同說法：一為藏傳佛教传说長壽五天女中居於此峰的天女「米玉洛桑瑪」（Miyo lang sangma，貞慧天女）的略稱，一為「母牛」，一為「母象」。。
西方世界对珠峰的称呼，1733年，法國地理學家唐維爾參考《康熙皇輿全覽圖》，采用藏语名称为Tchoumour Lancma（珠穆朗瑪）。:781865年前，西方称为第十五峰（Peak XV）。1865年后，命名為額菲爾士峰或埃佛勒斯峰（Mount Everest）。1856年，英属印度測量局局長安德鲁·斯科特·沃宣称命名为「埃佛勒斯」以紀念他的老師、前任局長喬治·埃佛勒斯。埃佛勒斯本人表示反對并告知英国皇家地理學會印地語不能拼寫“埃佛勒斯”，印度本地人也不會念，布赖恩·霍顿·霍奇森指出此峰尼泊爾當地名稱為Deodhunga（聖山）。儘管如此，1865年，英国皇家地理學會仍采用「埃佛勒斯峰」名称。。
尼泊尔语中称呼珠峰，过去只有當地名稱而沒有官方名稱，使得尼泊爾在與中國邊界談判中處於不利地位。尼泊爾政府於1956年採用萨迦玛塔峰（：Sagarmāthā）為官方名稱，此名來自當地使用的吠陀梵語，sagar意為「天空」，māthā意為「頭」，「薩迦瑪塔」的意思是「天空的額頭」。尼泊爾著名歷史學家Baburam Acharya於1938年發表文章，指出當地一直稱呼此峰為Sagarmāthā。

## 地形地貌

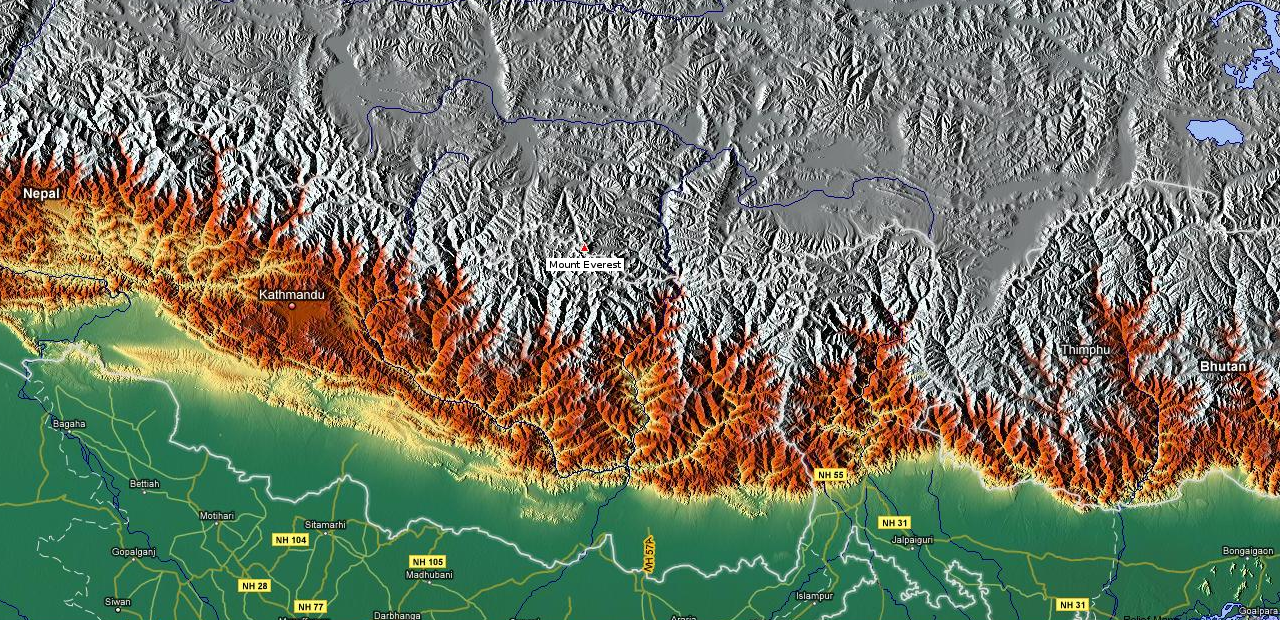
珠穆朗玛峰（地势图）

珠峰山体呈巨型金字塔状。雪线高度北坡为5,800－6,200公尺，南坡为5,500－6,100公尺。
东北山脊、东南山脊和西山山脊中间夹着三大陡壁（北壁、东壁和西南壁），之间分布548条大陆型冰川，总面积1457.07平方公里，平均厚度达7,260公尺。冰川的补给主要靠印度洋季风带两大降水带积雪变质形成。冰川上有冰塔林、冰陡崖、明暗冰裂隙和冰崩雪崩区。
珠峰山谷冰川发育，展布许多条规模巨大的山谷冰川，长度在10公里以上的有18条，末端海拔3,600－5,400公尺。其中以北坡的中绒布、西绒布和东绒布3大冰川与它们的30多条中小型支冰川组成的冰川群为著。
珠峰周围群峰耸立。海拔7,000公尺以上的高峰有40多座。珠峰南3公里有世界第四高峰洛子峰，海拔8,516公尺；卓穷峰，海拔7,589公尺。东南面是世界第五高峰马卡鲁峰，海拔8,463公尺。北面3公里是章子峰，海拔7,543公尺。西面是努子峰，海拔7,855公尺；普莫里峰，海拔7,145公尺。较远处，东南方向有世界第三高峰干城嘉峰，海拔8,585公尺；西面有海拔7,998公尺的格重康峰、8,201公尺的卓奥友峰和8,046公尺的希夏邦马峰，峰头汹涌。

## 地质

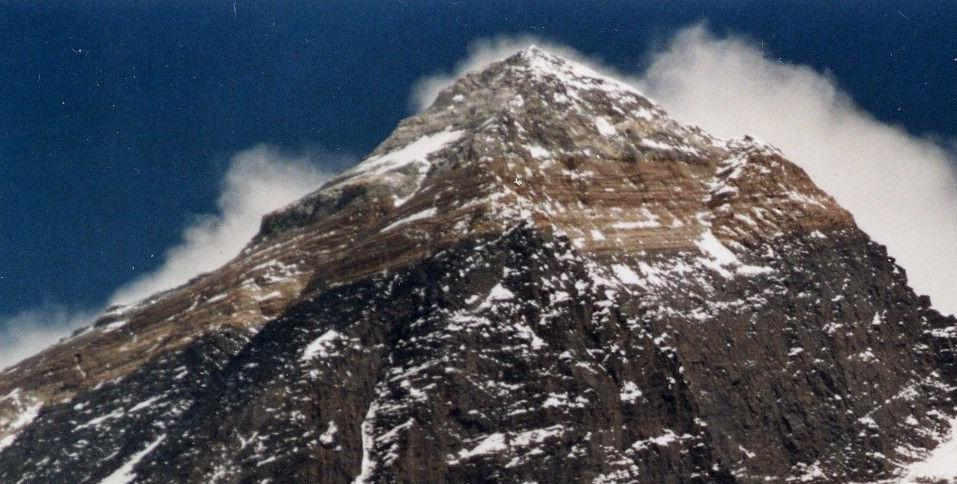
珠穆朗玛峰雪融後露出上層的不同地質成分

珠峰是典型的断块上升山峰。由于印度板块和亚洲板块以每年5.08公分的速度互相挤压，致使整个喜马拉雅山脉仍在不断上升中，珠峰每年也增高约1.27公分。
珠峰的前寒武纪变质岩系基底和上覆沉积岩系间为冲掩断层带，早古生代地层自北往南推覆于元古代地层上。峰体上部为奥陶纪早期或寒武—奥陶纪的钙质岩系（峰顶为灰色结晶石灰岩），下部为寒武纪的泥质岩系（如千枚岩、夹片岩等），并有花岗岩体、混合岩脉的侵入。岩层倾向北北东，倾角平缓。始新世中期结束海侵以来，珠峰不断急剧上升，上新世晚期至今约上升了3,000公尺。
珠峰的岩層分成三，由滑脫構造的低角度斷層分開，每组沿斷層向南彼此推擠。從珠峰峰頂到山腳，這三组依序是珠穆朗瑪组、北坳组和絨布组。珠穆朗瑪组是從峰頂到黃帶的頂部，海拔約8,600（28,200英尺）處。珠峰的大部分岩層屬於7,000（23,000英尺）至8,600（28,200英尺）的北坳组，北坳组的上部是黃帶，位於8,200（26,900英尺）─8,600（28,200英尺）之間，北坳组的下部位於7,000（23,000英尺）─8,200（26,900英尺）之間，由黑雲母-石英片岩夾雜綠簾石-石英片岩、黑雲母-方解石-石英片岩和薄層石英大理石構成。從7,000（23,000英尺）到山腳是絨布组。

## 測繪考察

### 早期測繪
康熙四十七年（1708年），康熙皇帝为绘制全国地图《皇輿全覽圖》，派人隨軍從四川進藏，以目視畫圖。法國耶穌會會士雷孝思閱後認為無法與內地測圖拼合。康熙皇帝再遣曾在欽天監學習過數學測量的喇嘛楚兒沁藏布、蘭木占巴、理藩院主事勝住從青海步行入藏重新測圖，實測從西寧經拉薩到恆河源頭一段，因策妄阿拉布坦犯藏而返回，其他未測地方多採傳聞繪圖，故多錯誤。康熙五十八年（1719年），木版《皇輿全覽圖》標出「朱母郎馬阿林」。:68,77該標示地點約位於北緯26.7度，與實際緯度27.9度相差1.2度（130公里）以上。
乾隆十五年（1750年），乾隆皇帝派兵入藏平定珠爾默特那木札勒叛乱，對西藏地圖重新實測，繪製新地圖。從1760年到1770年繪製的《乾隆内府舆图》（又称《乾隆十三排地圖》）首次使用「珠穆朗瑪阿林」名稱。1822年的《皇朝地理圖》和1864年《大清一統輿圖》使用了「珠穆朗瑪山」的名稱。

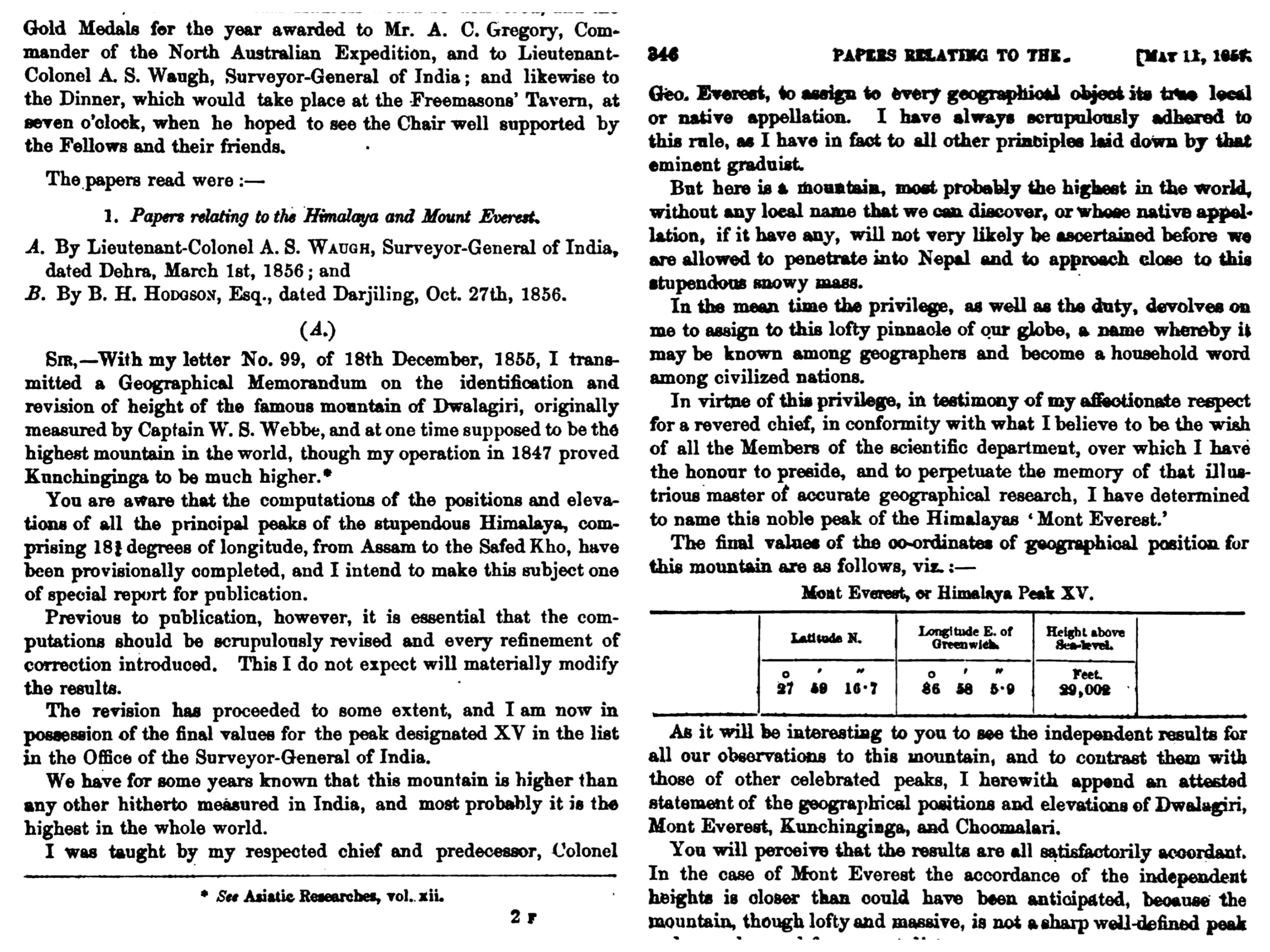
英屬印度測量局局長安德鲁·斯科特·沃1856年3月的信，表列埃佛勒斯峰的高度及其經緯度，認為它可能是世界最高峰

1808年，英国开始印度大三角勘察，勘測队在19世纪30年代到达了喜马拉雅山丘陵地带。尼泊尔担心英国借机侵略，拒绝英国勘測队进入尼泊尔。英国勘測队被迫沿德赖平原继续勘測，1847年开始勘察喜马拉雅山诸峰。当时，干城章嘉峰被认为是世界最高峰。1847年11月，英属印度測量局局長安德魯·沃观测有座山峰比干城章嘉峰高，同队的约翰·阿姆斯特朗也观测到并称为"b"峰。1849年，沃派遣詹姆斯·尼科尔森再次测量，得出"b"峰的高度大概为9,200（30,200英尺）。沃的助手米歇尔·亨尼斯基用罗马数字给山峰命名，干城章嘉峰为第九峰（Peak IX），"b"峰为第十五峰（Peak XV）。
1852年，来自于孟加拉的印度数学家和勘探员——拉德哈纳特·希克达尔在印度測量局总部，基于尼科尔森的观测利用三角学计算结果，确认珠峰为世界第一高峰。1854年，沃和下属继续研究尼科尔森数据；1856年3月宣布，第九峰高度为28,156英尺（8,582），第十五峰的高度为29,002英尺（8,840），第十五峰“最可能在全世界是最高的”，位置是27°59′16.7″N 86°58′5.9″E / 27.987972°N 86.968306°E。第十五峰计算高度为29,000英尺（8,839.2米）高，但公开宣布为29,002英尺（8,839.8米），故意人为调整2英尺（61）是为了让人相信是确切高度而非近似值。

### 20世紀

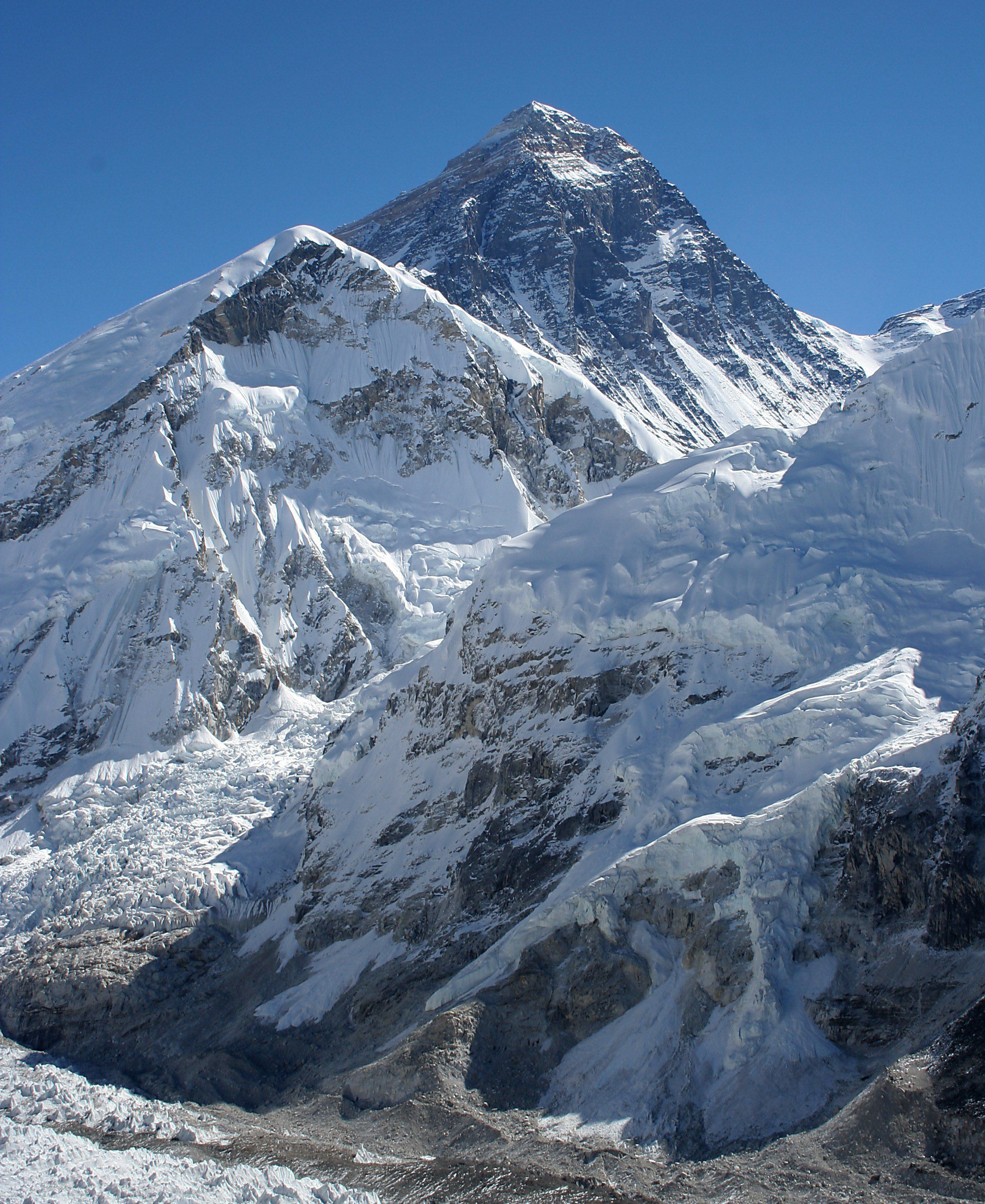
珠穆朗玛峰

珠峰高程可以指岩面或雪面高度，雪面高度为岩面高度加上冰雪层厚度。第一次测定是在1852年进行。
1952~1954年，印度测量局征得尼泊尔同意，把三角测量推进到尼泊尔境内，在尼泊尔境内布设了一个长达480公里的地形三角锁；距珠峰46—75公里，设置8个经等高仪测定了经纬度，求得垂线偏差的点的测站。计算出珠峰高程为8847.6公尺，各方向最大誤差为5公尺，中误差为±1.5公尺。该测量是雪面高度。
1966～1968年，中国科学院对珠穆朗玛峰及周边地区进行了大规模的综合科学考察，在珠穆朗玛峰地区建立了高水平高质量的测量控制网，从定日至绒布寺设一条60公里长19个点的二等三角锁，连接二等锁向南沿东绒布、中绒布、西绒布冰川又布设了4条三等三角锁，整个控制网包括9个天文点、9个重力点和2个天文方位角。观测珠峰设有34个测站，最大交会角76°，观测站至珠峰距离5～77公里，各观测站的高程4,373～6,617公尺，开展了三角、水准、天文、重力、物理测距、折光试验等测量工作，最终算得的珠峰高程为8,849.75公尺（雪面高度），最大誤差为3.01公尺。但因未在珠峰顶端设置测量觇标和量取覆雪深度，这次测得的高程数据未予公布。直到1975年6月以前，中国地图、书刊中有关珠峰高程的记载，一直沿用印度1902年的数据（8,882公尺）。

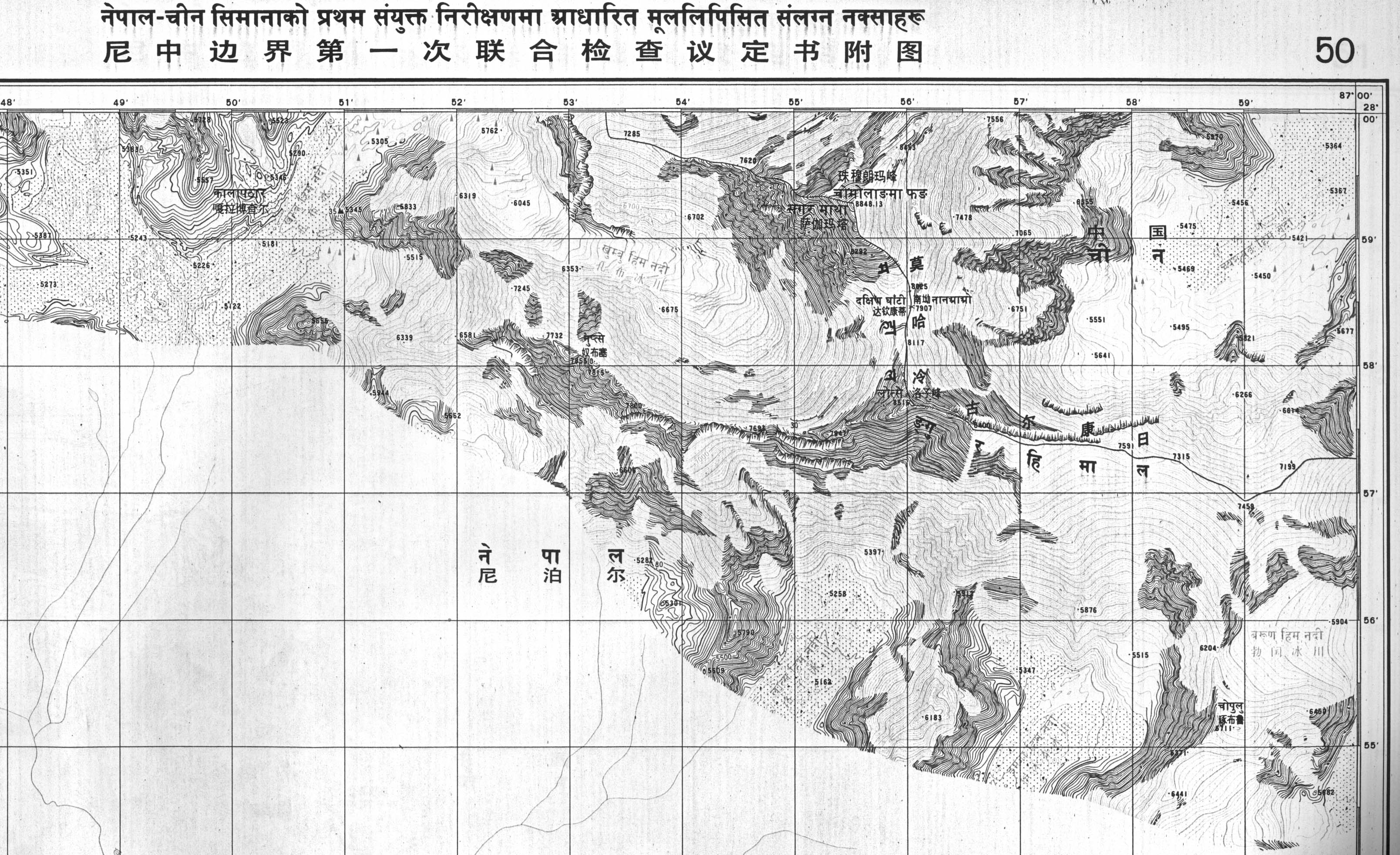
尼泊尔地质勘探局出版的地图，地图比例为1:50,000。图上标明了1979-1980年中尼联合勘探所得的两国边界，边界线正好跨越珠穆朗玛峰顶，喜马拉雅山脉也被两国沿山脊平分。

1975年，中国政府批准在1966~1968年测量的基础上，对珠峰进行再次测量。解放军测绘系统38人、国家测绘总局系统11人组成珠峰测量分队，编成10个测量小组（三角测量组2个、导线测量组1个、天文测量组2个、重力测量组1个、水准测量组2个、像片调绘组1个），在国家登山队的配合下，于1975年3月初进入珠峰地区，进一步加强和提升控制网，新增5个点，5条三等导线边；新测4个天文点；新测17个重力点，最近点由原来距珠峰4.2公里推进到距珠峰1.9公里。7名测绘队员登上珠峰北坳（7,050公尺），2名测绘队员登上第五号高山营地（7,790公尺）实施重力测量。7名登山运动员第一次使用3.51公尺的红色金属测量觇标竖立在珠峰峰顶，测定珠峰海拔高程扣除冰雪深度0.92公尺之后，岩面高度为8,848.13公尺（采用端头为包铁的木质探杆插进冰雪层，测得峰顶标心处的覆雪深度约为0.92公尺），中误差为±0.35公尺，这是当时世界上最精确的数据。经中国科学院、外交部、国家体委、总参测绘局、国家测绘总局等部门有关科技人员参加的鉴定会审查，一致认为该数据是当时国内外有关珠峰高程测定中最为精确的一个数据。1975年6月19日，国家测绘总局向国家建委、国务院呈报了《关于完成珠峰高程测定任务和建议采用珠峰高程新数据的报告》。1975年6月28日，邓小平、李先念等党和国家领导人在北京接见登珠峰及参加珠峰高程测量人员并合影。经国务院批准后，1975年7月23日新华社向全世界公布了珠峰高程新数据（8848.13公尺）。
1987年3月，喬治·華勒斯坦教授用衛星信號測量後，宣稱喬戈里峰比珠峰高，義大利的阿迪托·迪塞奥10月的測量否定了他的主張。1992年，Ev-K2-CNR登山隊首次使用GPS來測量珠峰高度，但是GPS接收器的位置並不在峰頂上。:119-120
1998年5月20日，美國登山隊長Wally Berg首度將GPS接收器（從雪地鑽洞）固定在珠峰峰頂岩床上。1999年5月，美國埃佛勒斯峯千禧年登山隊使用三個GPS接收器，測出岩面海拔高度為8,850公尺，冰雪深雷達探測儀測出平均雪深1公尺，覆雪高度為8,851公尺。这一数字在西方世界流行。

### 21世紀
2005年5月22日北京时间11时08分中国登山测量队登上珠穆朗玛峰峰顶，11时30分测量觇标成功地树立在珠峰峰顶；珠峰峰顶的GPS接收机于11时43分开始工作，12时19分结束，记录了约36分鐘的数据；测量冰雪层深度的雷达探测仪（GPR）于11时38分开始工作，12时18分结束，记录了约39分鐘的数据。2005年10月9日，中国国家测绘局公告，珠穆朗玛峰峰顶岩石面海拔高程8,844.43公尺。参数：珠穆朗玛峰峰顶岩石面高程测量精度±0.21公尺；峰顶冰雪深度3.50公尺。原1975年公布的珠穆朗玛峰高程数据停止使用。该方法采用三角测量、水准测量等经典方法和GPS卫星大地测量，经过加权后得出。这是对珠峰进行的首次岩面海拔高度测量，据称是当时最准确的测量值，比1975年测量的高度8,848.13公尺矮了3.7公尺（尼泊爾採用覆雪高度為基準的8,848公尺）。2018年2月9日，中国国家测绘地理信息局回應《紐約時報》報導作出声明：中国从未在任何时候、以任何形式放弃2005年精确测定的8,844.43公尺珠穆朗玛峰顶岩石面海拔高程。
2010年，一個多國團隊測量尼泊爾全國大地水準面，採用了從空中用重力儀測量的新方法，其結果也用來測量珠峰高度。團隊在丹麥技術大學國家航空院重力儀空測專家René Forsberg教授的領導下，與尼泊爾土地改革與管理部及美國國家地理空間情報局合作，於2010年12月使用COWI諮詢公司提供的比奇公司超級空中霸王200型飛機載著重力儀在珠峰附近來回飛行，從空中測量珠峰當地重力加速度，以此算出珠峰的大地水準面，结合GPS測量珠峰頂部結果，測出珠峰高度為8,847.11公尺（根據莫洛坚斯基地理座標轉換）或8,848.06公尺（根據赫爾默特地理座標轉換）。
2015年4月，尼泊爾地震，科学家怀疑可能改變了珠穆朗玛峰的高度，因此印度測量局於2017年4月提議與尼泊爾合作再次測量高度。尼泊爾測量局於2017年6月表示已經開始再次測量珠穆朗玛峰高度的準備工作。
2020年5月27日，中国的“2020珠峰高程测量登山队”再次登上珠穆朗玛峰并完成了测高工作。同年12月8日，中华人民共和国与尼泊尔共同宣布珠穆朗玛峰的最新高程为8848.86公尺，为雪面高程。
2022年4月28日，「巔峰使命」珠峰科考啟動。當年5月4日中午，「巔峰使命」珠峰科考隊員成功登頂，並首次利用高精度雷達，測量峰頂冰雪厚度。同日12時46分，珠峰科考登頂工作小組隊員在珠峰架設氣象站，是全世界海拔最高的自動氣象觀測站。5月6日，科考队完成了珠峰地区大气臭氧垂直探空实验，探空氣球飞升至距离珠峰大本营地面39.1公里的空中。5月15日4时40分，搭载了水汽稳定同位素分析仪、黑碳、甲烷、臭氧等多种分析仪器与设备的极目一号III型浮空艇平台到达海拔9,032公尺的高度。
由於地球不是完美的球形，虽然珠穆朗玛峰是世界海拔最高的山峰，但是它的峰顶却不是距离地心最远的一点，这个特殊点為南美洲的钦博拉索山。而从海底山脚算起，世界最高的山峰则是夏威夷的冒纳凯阿火山，高度为10,203公尺。

## 氣候
气候具季风特征。冬半年干燥而风大，为干季和风季。夏半年为雨季。4～5月和10月是两个过渡季节，天气晴朗温和，为攀登珠峰的黄金季节。
南北坡气候差异很大，南坡降水丰沛，具有海洋性季风气候特征；北坡降水少，呈大陆性高原气候特征。珠峰的垂直自然带谱南翼属热带山地性质，北麓的高原湖盆无森林，为典型的草原景观。海拔5,000公尺以上的高山地区以高山草甸与雪莲花、垫状点地梅、苔状蚤缀等稀疏座垫植物占优势。
全球变暖对珠峰影响巨大。珠峰地区气温呈明显上升趋势，升温直接导致冰川消融加强，冰川径流增大，冰川普遍退缩，冰湖面积扩大。
调查发现，自1992年以来，珠峰周边平均温度因气候变暖而上升了0.6℃。珠峰冰川总面积过去约50年中减少了约14%，近年来冰川的消融速度猛增至1958年至1975年平均水平的近6倍。2011年的一项研究报告显示，尼泊尔境内的冰川在过去30年里已缩小21%。该区域现已勘测的10个冰川都正在逐渐缩小，尤其是2002-2005年期间冰川消失较快。

## 探险

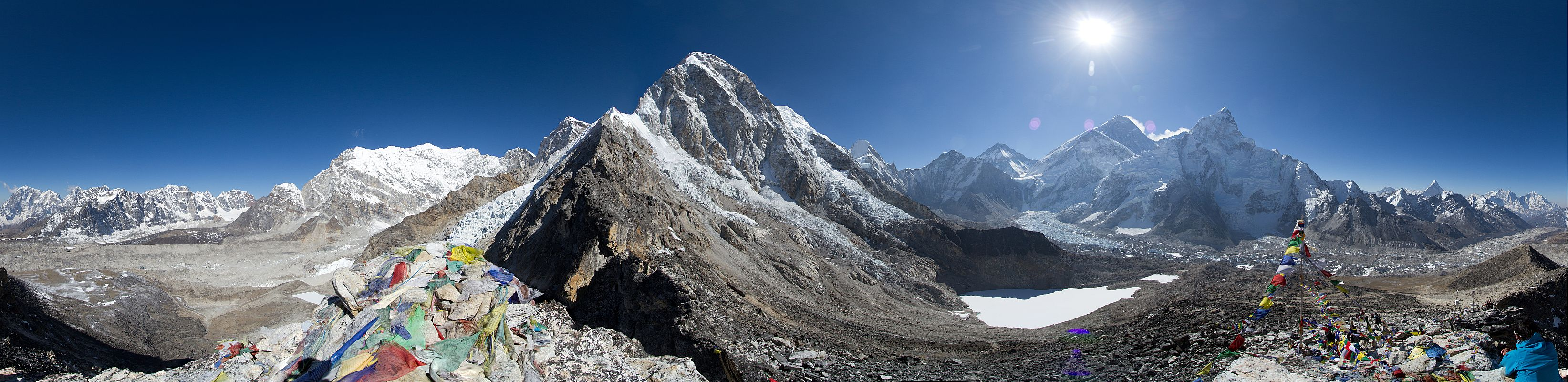
珠穆朗玛峰大本营

自1921年起，不断有人试图登頂珠峰，但遭多次失败。其中1924年英國遠征隊由於试图登頂的喬治·馬洛里與安德魯·歐文喪生，而攜帶的（可能有登頂照片的）相機失蹤，因此兩人是否成功登頂至今無定論，成為「馬歐之謎」。
1953年5月29日，英国探险队两名队员第一次从尼泊尔境内的南坡登上珠穆朗玛峰顶。1960年5月25日，中国登山队的3名队员首次从北坡登上珠穆朗玛峰顶。1975年5月27日，中国登山队9名队员又一次从北坡集体登上珠穆朗玛峰顶，并在主峰顶竖起了3公尺高的觇标。据此觇标中国第一次测得珠穆朗玛峰的精确高程8848.13公尺。1988年5月，中、日、尼3国运动员从南、北坡登顶跨越珠穆朗玛峰。
近年来，攀登珠峰成为一项热门的商业活动，甚至出现山道拥堵情况，给珠峰环境造成破坏。
北坡方面，2019年1月，西藏自治区日喀则市定日县珠峰管理局发布公告，禁止任何单位和个人进入珠穆朗玛峰国家级自然保护区绒布寺以上核心区域旅游。中国国家体育总局登山运动管理中心、西藏自治区体育局表示，攀登珠峰接待服务每年只限春季，登山人数控制在300人左右（包括登山队员、登山向导、登山协作、登山后勤等），尽量减少对珠峰生态环境的影响。游客仍可抵达距离大本营2公里左右的绒布寺附近游览，观看珠峰。
攀登珠峰风险极高。迄今为止有4800多人成功，而途中不幸丧生者超过300人。珠峰登顶死亡率大约是8%-9%，珠峰上遗留着大约200具登山者遗体。

## 攀登記錄

1924-1996年历次攀登线路

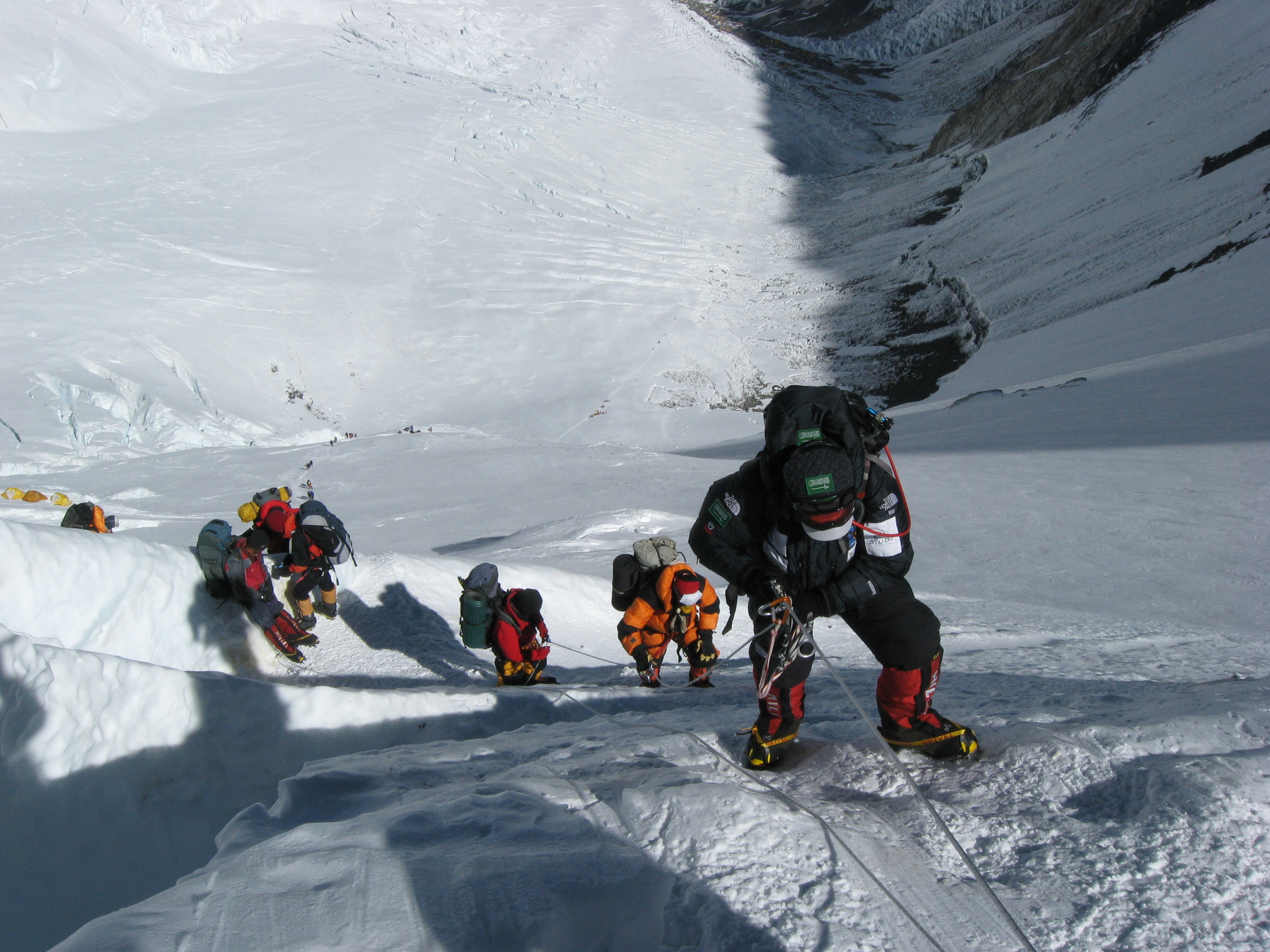
登山者沿洛子峰攀登固定繩索。冰磧的頂部是第二營地。

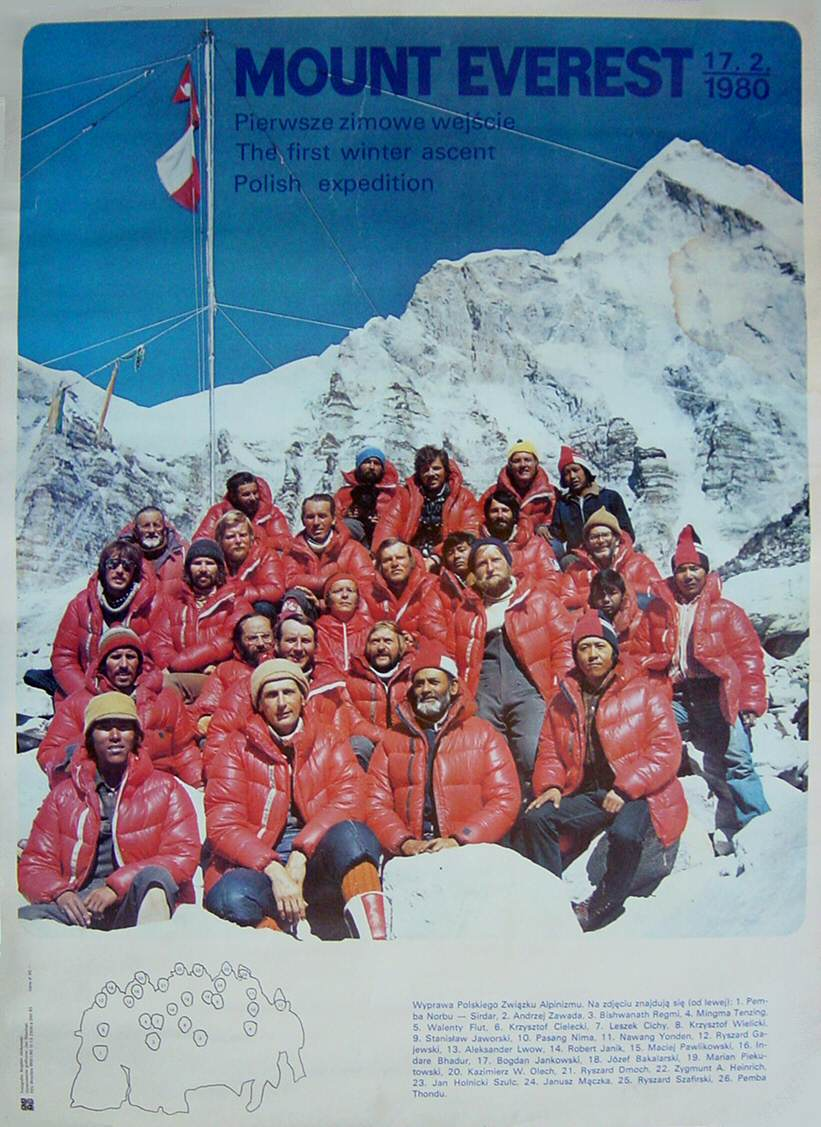
1980年冬季攀登的波兰人

登頂珠穆朗玛峰必須遵守「兩點鐘規則」，即一定要在下午兩點前完成登頂，不然就必須回頭。截至2024年，大约有330人丧生在攀登珠峰途中。大多数丧生者死亡在8,000公尺以上高度，雪崩和意外滑落是两个最大原因。

### 20世紀
- 1921年，第一支英国登山队（英语：1921 British Mount Everest reconnaissance expedition）在查尔斯·霍华德·伯里（英语：Charles Howard-Bury）中校的率领下开始攀登珠穆朗玛峰，到达海拔7,000公尺处。
- 1922年，第二支英国登山队（英语：1922 British Mount Everest expedition）使用氧氣筒到达海拔8,320公尺处。
- 1924年，第三支英国登山队（英语：1924 British Mount Everest expedition）攀登珠穆朗玛峰时，乔治·马洛里和安德鲁·欧文在使用供氧装置登顶过程中失踪。马洛里的遗体于1999年在海拔8,150公尺处被发现，而他随身携带的照相机失踪，故无法确定他和欧文是否是登顶成功的世界第一人。
- 1953年5月29日，來自紐西蘭的34歲英国登山队队员艾德蒙·希拉里與39歲的尼泊爾嚮導丹增·诺盖一起沿南坡登上珠穆朗玛峰，是人類有紀錄以來上第一個登頂成功的登山隊伍。
- 1956年5月23日，瑞士登山队的Ernst Schmied（英语：Ernst Schmied）和Jürg Marmet（英语：Jürg Marmet）成為人类有紀錄以來第二次登頂成功的隊伍。[86]
- 1960年5月25日，中国人首次登上珠穆朗玛峰，分別為王富洲、贡布、屈银华，此次攀登也是首次从北坡攀登成功。因無峰頂照片記錄，一度國際登山界不承認。[87][88]
- 1963年5月，美国的湯姆·霍恩貝恩（英语：Tom Hornbein）與威利·昂索爾德（英语：Willi Unsoeld）首次从難度最高的西坡登顶成功。[89][90]
- 1970年5月11日，日本人植村直己與松浦輝夫（日语：松浦輝夫）成為首次登上聖母峰的日本人。
- 1975年5月16日，日本人田部井淳子从南坡登顶，成为世界上首位登上珠穆朗玛峰的女性。[91]
- 1975年5月27日，中国登山队第二次从北坡攀登珠峰，九名队员登顶，其中藏族队员潘多成为世界上第一位从北坡登顶的女性。8名男队员是索南罗布、罗则、候生福、桑珠、大平措、贡嘎巴桑、次仁多吉、阿布钦。
- 1978年，奥地利人彼得·哈贝尔（英语：Peter Habeler）和意大利人莱茵霍尔德·梅斯纳尔首次未带氧气瓶登顶成功。[92]
- 1980年，波兰登山家克日什托夫·维利茨基首次在冬天攀登珠穆朗玛峰成功。[93]
- 1988年，5月中国、日本、尼泊尔三国联合登山队首次从南北两侧双跨珠穆朗玛峰成功。[94][95]10月，莉迪亞·布雷迪（英语：Lydia Bradey）成為首位不用供氧装置登頂的女性。[96][97]
- 1992年，湛易佳成為首位登頂的香港人。[98]
- 1993年，吳錦雄參與「海峽兩岸珠穆朗玛峰聯合登山隊」，成為首位登頂的台灣人。[99]
- 1994年，臺灣登山家拾方方（本名：石方芳）於5月8日17：38登上珠峰，但在下撤途中遇上暴風雪而失蹤。拾方方為第二位登頂的台灣人，首位在珠峰登頂中過世的臺灣人。[100]
- 1995年，台灣登山家江秀真與陳國鈞聯手登頂成功，江秀真成為首位登頂的台灣女性。
- 1996年，1996年珠穆朗玛峰事故，包括著名登山家罗伯特·哈尔（Robert Hall）和斯科特·费希尔（Scott Fischer）在内的15名登山者在登顶过程中牺牲，是史上攀登珠穆朗玛峰牺牲人数第三多的一年。其中罗伯特·哈尔與斯科特·费希尔的兩支隊伍是在同一地點同時登山（兩人是領隊），美國「戶外」雜誌記者强·克拉库尔幸運逃過一劫，將親身經歷寫成《巔峰》（Into Thin Air）一書。台灣登山家高銘和死裡逃生，寫下《九死一生》一書。此事件被改編成2015年電影，片中也有稍微提及台灣登山團的故事。
  1. 冒險顧問登山隊，美國籍，道格·韓森（Doug Hansen，46歲）攻頂後回程時，在希拉蕊臺階上失足摔死。
  2. 山痴登山隊，美國籍領隊，斯科特·费希尔（Scott Fischer，40歲）攻頂後回程時，在希拉瑞台階上，高山症發作失溫死亡。
  3. 冒險顧問登山隊，日本籍，難波康子（Namba Yasuko，47歲）（日语：難波康子）攻頂後返回四號營地途中失溫死亡。
  4. 紐西蘭籍領隊，安德魯·哈里斯（Andrew Harris，31歲）前往救援時失蹤，推論失足摔死。
  5. 冒險顧問登山隊，紐西蘭籍領隊 罗伯特·哈尔（Robert Hall）攻頂後回程時，受困南峰無法救援，失溫死亡。

印度登山隊，Tsewang Samanla、Tsewang Paljor、Dorje Morup都是回程途中失溫死亡。
- 1998年，美国人汤姆·惠特克（英语：Tom Whittaker (mountaineer)）成为世界上首位成功登顶的殘障人士。[95]
- 1998年，狄斯特法努·阿森提夫（英语：Francys Arsentiev）成為首位不用供氧装置登頂的美國女性。[101]她在回程時無力移動而凍死，其夫「雪豹」謝爾蓋·阿森提夫先前試圖救她時失足摔死。她在出發前曾徵得11歲兒子的同意，其子當天晚上做惡夢，夢見兩人在暴風雪中被雪如蜜蜂般攻擊，次日他打電話要她不要去遭拒。登山者稱她的屍體為「睡美人」。2007年，當年曾試圖救她的Ian Woodall專程上山埋葬了她的屍體。[102]
- 1998年，英国23歲的贝尔·格里尔斯与其朋友成功登顶。
- 2000年，尼泊尔著名登山家巴布·奇里从大本营出发由北坡攀登，耗时16小时56分登顶成功，创造了登顶的最快纪录。[95]

### 21世紀
- 2001年，美国人维亨迈尔（英语：Erik Weihenmayer）成为世界上首个登上珠穆朗玛峰的盲人。[103]
- 2005年，中国第四次珠峰地区综合科考高度测量登山队成功攀登珠峰并测量珠峰高度数据。[95]
- 2006年5月，19歲的英國探險家James Hooper（英语：James Hooper）和Rob Gauntlett（英语：Rob Gauntlett）從北側成功攀上山峰，並成為全英國最年輕的珠穆朗玛峰登頂者。[104]
- 2007年5月16日，杨春风成为首位登顶珠穆朗玛峰的新疆人。[105]
- 2007年，尼泊爾觀光部指出，美國19歲少女珊曼莎·拉森（英语：Samantha Larson）是最年輕的成功登頂外國女性。[106]
- 2008年5月8日，北京奧運聖火珠峰登山隊的隊員抵達珠穆朗玛峰峰頂，並燃點起祥雲火炬，進行約200公尺的火炬傳送。[95]
- 2009年5月19日，台灣人江秀真成為首位從南、北兩側均成功攀登珠穆朗玛峰的女性。[95]
- 2009年5月22日，台灣人李小石揹著媽祖神像登頂成功。
- 2010年5月18日，台灣人林永富以57歲之齡從北側成功登上珠穆朗玛峰，為目前台灣成功登頂珠峰年齡最年長的攻頂者。
- 2010年5月22日，英國人普伊（Lewis Gordon Pugh）在珠穆朗玛峰上的冰湖裡游了一公里，費時22分51秒，成為珠峰長泳的第一人。[107][108]
- 2010年5月22日，來自美國加州13歲少年喬丹·羅麥羅從北側成功登上珠穆朗玛峰，成為世界最年輕登上珠穆朗玛峰者。
- 2012年5月19日，来自日本山梨县的73岁女登山家渡边玉枝于当地时间上午7时成功登上珠穆朗玛峰，成为年龄最高的女性登顶者。
- 2012年5月19日，中国地质大学登山队4名队员德庆欧珠、次仁旦达、陈晨和董范于8时16分从北坡成功登上珠穆朗玛峰顶峰，成为中国第一支登上珠穆朗玛峰的大学登山队。其中德庆欧珠、次仁旦达、陈晨均为中国地质大学（武汉）在校大学生。
- 2013年5月19日，香港攀山家曾志成第二度成功登峰，由西藏取道北坡上珠峰，是首位港人完成由南、北兩坡登珠峰壯舉。[109]
- 2013年5月23日，日本登山家三浦雄一郎於80歲時，第三度登上珠穆朗玛峰，成為最年長的登頂者。刷新尼泊爾登山家於2008年以76歲攻頂成功的紀錄。
- 2014年4月18日尼泊尔雪崩，造成16人喪生，為人類於1950年代首次登頂珠峰以來，所發生死亡人數第二多的事故。
- 2015年4月25日尼泊爾地震，導致18人遇難，百餘人受傷或失蹤，再度打破去年登山山難紀錄，惟此次事故主因為地震。
- 2016年5月23日，32岁美国登山家玛丽莎·阿诺特（Melissa Arnot）在不携带任何氧气补给装备的情况下，成功由西藏珠峰北侧登顶，成为美国首位无氧登顶并活着下山的女性，也是全世界非尼泊尔裔攀登珠峰次数最多的女性（6次）。[110]
- 2017年5月21日，香港攀山家吳俊霆成功登頂，並帶領兩位器官移植病人到達珠峰基地營，拍攝成慈善電影來宣揚器官捐贈及籌募善款予香港移植運動協會。[111]
- 2017年5月21日，香港女教師曾燕紅，7年前為鼓勵沒人生目標的學生尋夢，許下登珠穆朗玛峰的承諾，兩次登峰時均遇上地震及雪崩、身體更受重傷。第三次征珠峰，終於南坡登頂，成為香港首位成功登珠峰女性。[112]
- 2018年5月14日，香港攀山愛好者邵樂基在7.05am於尼泊爾南坡登頂，成為當季第一隊登頂隊伍。同隊有中國69歲雙腿截肢者夏伯渝[113]及尼泊爾首位於一季內成功攀登境內三大最高峰女攀山家Nima Jangmu Sherpa[114]
- 2019年5月21日，卡米·麗塔·沙爾帕第24次登顶，打破自己保持的登顶珠穆朗玛峰次数最多的世界纪录。[115]
- 2019年5月27日，詹喬愉成功登上世界第一高峰聖母峰，成為台灣第二位僅次於江秀真登上聖母峰的女性。在此前僅13日之差，5月15日才登頂世界第五高峰馬卡魯峰，為台灣第一登頂者。[116][117]
- 2021年5月12日，曾格爾成為台灣第三位登上聖母峰的女性；不僅如此，還在11天後登上8,516公尺的洛子峰，創下台灣第一次聖母峰與洛子峰成功連登的紀錄。[118]
- 2021年5月23日，香港女教師曾燕紅，以44歲之齡再次成功「攻頂」，全程僅花25小時50分鐘，獲尼泊爾官員確認為歷來女性登峰最快時間，較舊紀錄快逾13小時。新紀錄尚待健力士確認。這名為港屢締歷史的女將說：「攀山不是為紀錄，而是試驗和發掘自己的能力。」[119]
- 2022年5月12日，港人父子曾志成與曾朗傑成功登頂，成為首對成功登頂的港人父子；此次為曾志成個人第四度攀上珠峰，繼續保持登頂最多次的港人紀錄，而其子曾朗傑則以十八歲之齡，刷新最年輕登上珠峰的港人紀錄。[120]

## 文化影响

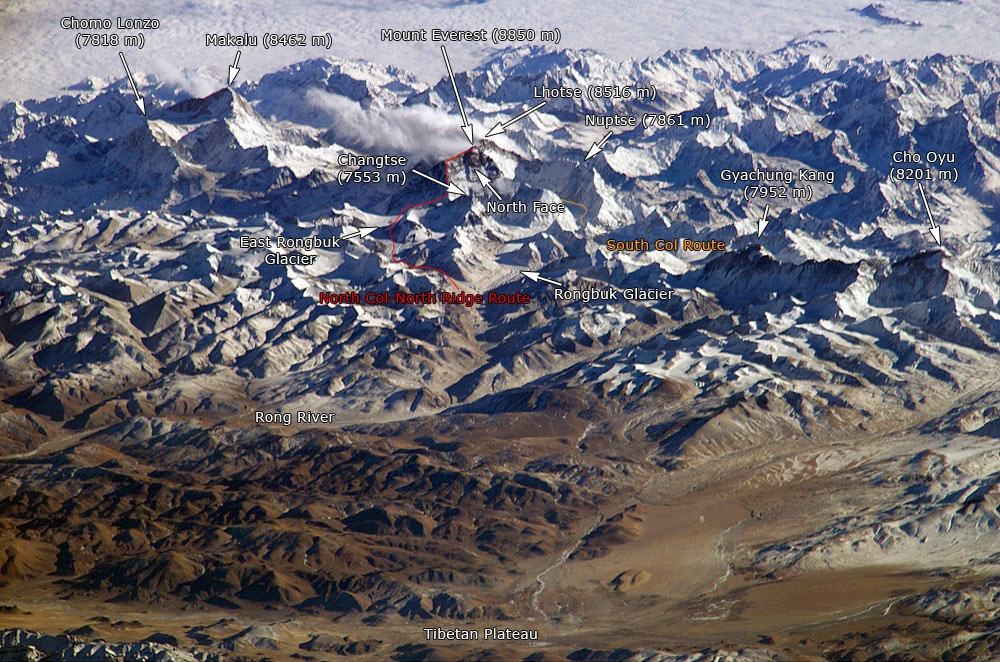
珠穆朗玛峰北坡国际空间站照片。

珠穆朗玛峰高大巍峨的形象一直在当地甚至全世界的范围内产生着影响。當地的雪巴人相信，珠穆朗玛峰南面是蓮花生大士指定的隱密聖地之一，蓮花生大士降伏了喜馬拉雅山區的苯教長壽五天女皈依佛教，守護此地。珠峰北面的絨布寺是世界上海拔最高的寺廟，景觀壯闊，在被紅衛兵摧毀前是當地最大的寺廟，也是雪巴人重要的朝聖地點。
中华人民共和国的第四版人民币十元鈔票的背面便是珠穆朗玛峰。新西蘭元五元鈔票的正面是珠穆朗玛峰首次登頂者艾德蒙·希拉蕊的肖像，以鼓勵國人冒險犯難之精神。全世界造價最貴的雲霄飛車以珠峰為主題，位於美國佛羅里達州迪士尼動物王國，稱為「埃佛勒斯峰歷險—禁山之傳奇」（Expedition Everest-Legend of the Forbidden Mountain），雲霄飛車中途會遇上雪人襲擊。2008年夏季奧林匹克運動會火炬接力登上珠穆朗玛峰。金庸的武俠小說《神鵰俠侶》中，金輪法王對郭襄自稱是「珠穆朗瑪」，暗示自己武功高絕、無人可及。

## 外部連結
- 弓玉; 俊月; 建军; 宗玲.  (PDF). 《地球》. 2006, (01): 2–11  [2012-08-04]. （原始内容 (PDF)存档于2014-12-16）.
- 珠穆朗玛峰名称
- 人类攀登珠穆朗玛峰不完全历史. 新华网
- 珠峰自助旅行常见问题 （页面存档备份，存于）. 美景旅游网
- . 英國: 皇家地理學會.   [2017-07-13]. （原始内容存档于2017-07-10）.（英文）